# Missionarissen van Naastenliefde

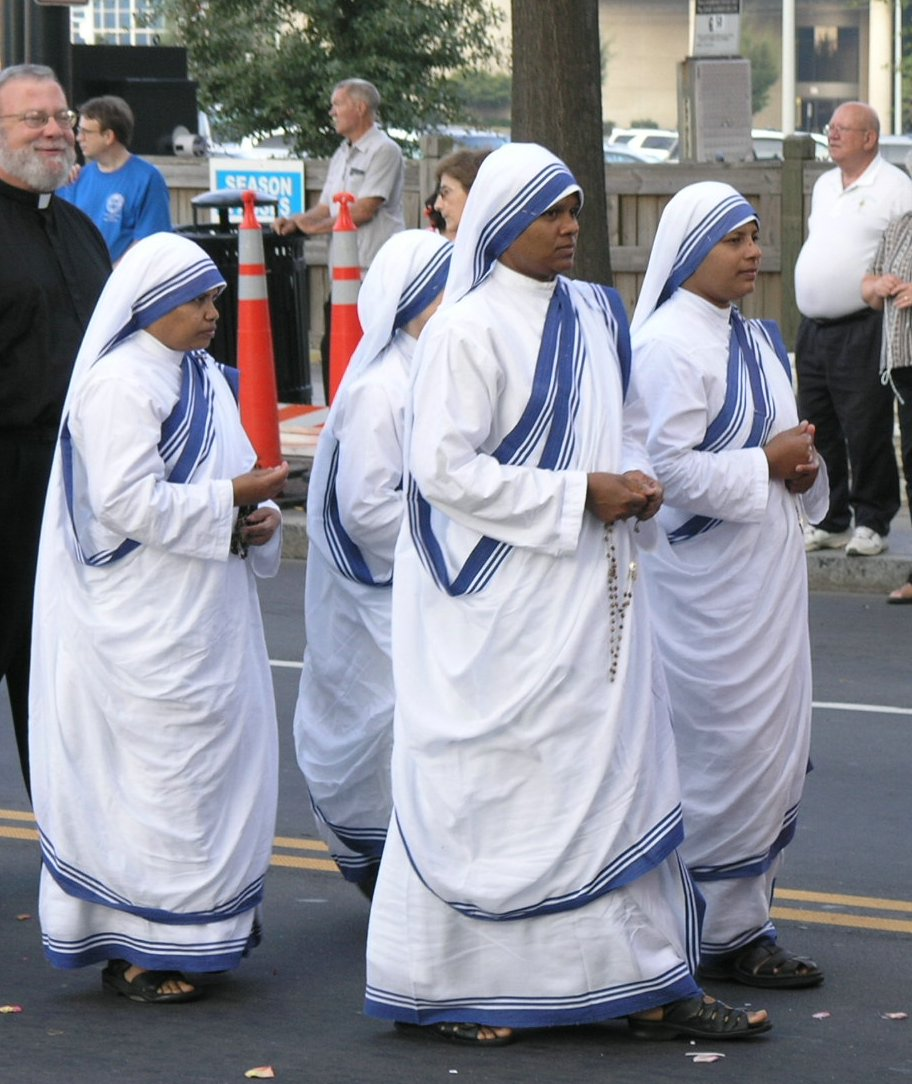
Zusters Missionarissen van Naastenliefde in traditionele witte sari met blauwe boord

De Congregatie van Missionarissen van Naastenliefde, ofwel Missionarissen van Naastenliefde is een katholieke congregatie die in 1950 opgericht werd door moeder Teresa.

## Geschiedenis
De congregatie werd in 1950 opgericht door moeder Teresa.
De congregatie telt meer dan 4.500 religieuzen en is actief in 133 landen. Leden van deze congregatie leggen naast de drie traditionele geloften van kuisheid, armoede en gehoorzaamheid ook een vierde gelofte: om "oprecht en belangeloos de armsten van de armen te dienen".
In 2009 werd de Duitse Mary Prema gekozen als generaal-overste van de orde, als opvolgster van de Indiase Nirmala Joshi. Zij werd in 2022 opgevolgd door de Indiase zuster Joseph Michael.

## België en Nederland
Het enige Belgische klooster van de orde bevindt zich in Gent en werd opgericht in 1980.
In Nederland zijn er kloosters te Amsterdam en Rotterdam. Het Rotterdamse klooster werd opgericht in 1977.

## Mannelijke tak
Naast een vrouwelijke tak, is er ook een congregatie voor mannen.